# بارزيقة (وادي العين)

تعديل مصدري - تعديل

بارزيقة هي إحدى قرى عزلة وادي العين بمديرية حورة التابعة لمحافظة حضرموت، بلغ تعداد سكانها 113 نسمة حسب تعداد اليمن لعام 2004.